# Nocicezione uditiva
Con nocicezione uditiva, si indica un potenziale meccanismo dolorifico di tipo nocicettivo, non ancora diagnosticato obiettivamente su essere umano, a carico dell'orecchio interno innescato inizialmente da suoni prolungati ad alto volume. È riportata l'attivazione delle amieliniche fibre afferenti di tipo II collegate alle cellule ciliate esterne presenti nella coclea a seguito dei danni riportati su quest'ultime per mezzo di suoni ad alto volume. 
È ipotizzato un collegamento al sintomo di amplificazione dei suoni detta iperacusia, anch'essa riportata al seguito di esposizioni a suoni ad alto volume, sebbene sia considerata da essa distinta.